# Bloque de búsqueda (serie de televisión)
Bloque de búsqueda es una serie colombiana producida por Teleset y Sony Pictures Television para UniMás y RCN Televisión en 2016.
Esta protagonizada por Rafael Novoa, Sebastián Martínez, Verónica Orozco y Carolina Gómez, cuenta además con las actuaciones estelares de Brian Moreno, Laura Londoño y Kriss Cifuentes.
Basada en hechos reales del Bloque de Búsqueda, un comando especial creado por el gobierno colombiano en la década de los 90 con el fin de combatir el narcotráfico y quienes finalmente fueron determinantes en la muerte de Pablo Escobar.

## Sinopsis
Esta es la historia desconocida del grupo de hombres que conformó el Bloque de búsqueda, que por 4 años buscó al capo Pablo Escobar, el criminal que intentó adueñarse de Colombia; y en especial de los tres “Hernán”: el coronel Hernán Martín y su hijo homónimo; y su mejor amigo, el capitán Antonio Gavilán. Estos tres hombres, así como muchos otros que conformaron este particular equipo, tuvieron que poner más que sus vidas en juego por el cumplimiento del deber. Sus familias, obligadas a esconderse, cambiar sus identidades y alejarse de sus amistades, rezaban cada noche para que no tuvieran que enterrar a sus seres queridos. Ellos también fueron héroes, esta también es su historia. 
Martín, el comandante del Bloque de Búsqueda; oficial de inteligencia. Experimentado, astuto, incorruptible. El cerebro detrás de la planificación de las acciones y operativos del llamado Cuerpo Élite (después rebautizado Bloque de Búsqueda). Proveniente de una honorable familia de policías, su padre coronel había muerto en cumplimiento del deber. Vio cómo su propio hijo Hernán se unía a esta misión suicida que podía terminar en tragedia ante el menor descuido. 
Gavilán, segundo al mando y jefe del Copes (Comando de Operaciones Especiales), unidad del Bloque de Búsqueda cuya misión consistía en penetrar frenteando en las viviendas y fincas donde se producían los operativos. Nervios de acero, sin miedo a la muerte, tirador experto en todo tipo de armas, un completo miliciano que gracias a su “ojo de águila” dio de baja a decenas de delincuentes durante las dos guerras y por poco salió vivo para contarlo. Sabía que para poder atrapar un criminal había que pensar como el criminal, y actuar como él, por eso siempre se mantenía al filo de la ley. Gavilán, aunque tenía familia, no era un hombre demasiado entregado a ella. 
Martín y Gavilán, muchas veces entraron en contradicción en su forma de ver la guerra. Uno defendía la justicia sobre todas las cosas. El otro no esperó a que llegara. Pero al final de cuentas se dieron cuenta de que estaban solos; no podían confiar ni en sus propios subordinados, ni en el Gobierno que los apoyaba. Poco a poco vieron como la gente a su alrededor caía como moscas. La muerte y la traición se convirtieron en pan de cada día.

## Elenco

### Bloque de búsqueda y policía
| Actor              | Papel                   | Personaje Real                         |
| Rafael Novoa       | Coronel Hernan Martín   | Coronel Hugo Rafael Martínez Poveda    |
| Sebastián Martínez | Capitán Antonio Gavilán | Capitán Hugo Heliodoro Aguilar Naranjo |
| ------------------ | ----------------------- | -------------------------------------- |

### Familiares y allegados Bloque de búsqueda
| Actor                 | Papel                                           | Personaje Real |
| --------------------- | ----------------------------------------------- | -------------- |
| Alejandra Miranda     | Maruja                                          |                |
| Carolina Gómez Correa | Milena de Martín                                |                |
| Carlos Posada         | Enrique Villa, Padre de María Andrea            |                |
| Jorge Herrera         | Abel Díez, Padre de Olga y Julio                |                |
| Laura Londoño         | Sargento Olga Díez                              |                |
| Juan Felipe Muñoz     | Julio Díez                                      |                |
| Juan Pablo Manzanera  | Andrés Martín                                   |                |
| Laura Rodríguez       | María Andrea Villa Bolívar, Prima de Hernán Jr. |                |
| Liesel Potdevin       | Amparo de Villa, Madre de María Andrea          |                |
| Luis Alfredo Velasco  | Pablo Cifuentes                                 |                |
| Milton López          | Víctor "El Paisita"                             |                |
| Nicole Santamaría     | Isabel Contreras de Poveda                      |                |
| Stella Matallana      | Katherin de Narváez                             |                |
| Valeria Chagüi        | Gabriela Martín                                 |                |
| Verónica Orozco       | Ana María Velandia de Gavilán                   | Aída Luz Villa |
| Lina Cardona          | Maritza Blandón, Amante del Capitán Gavilán     |                |

### Cartel de Medellín, familia y sicarios
| Actor                    | Papel                                                   | Personaje Real                               |
| Arturo Álvarez           | Pablo Escobar                                           | Pablo Escobar                                |
| Juan Carlos Solarte      | Gustavo Gaviria Rivero                                  | Gustavo Gaviria Rivero                       |
| Bernardo Restrepo        | Abogado Gilberto Porras                                 | Abogado Guido Parra                          |
| Carlos Mario Echeverry   | Senador corrupto Jiménez                                |                                              |
| Claudia Liliana González | María Victoria Henao de Escobar                         | María Victoria Henao de Escobar              |
| Elkin Díaz               | Gonzalo Largacha "El Cuate"                             | Gonzalo Rodríguez Gacha                      |
| Felipe Giraldo           | Alias "El Rocky"                                        | Johny Rivera Acosta "El Palomo"              |
| Fernando Campo           | Alias "El Vasco", Miembro de la E.T.A                   |                                              |
| Manuel Gómez Gutiérrez   | Roberto Escobar Gaviria                                 | Roberto Escobar Gaviria                      |
| Pedro Andrés Calvo       | Camilo Alcantara Urbina "El Joyita"                     | Carlos Alzate Urquijo "El Arete"             |
| Ramón Marulanda          | Alias "El primo"                                        | Ricardo Prisco Lopera Miembro de Los Priscos |
| Iván Rodríguez           | Darío Uzma, Fabricante de la bomba del Avión de Avianca |                                              |
| Luces Velásquez          | Hermilda Gaviria                                        | Hermilda Gaviria                             |
| Sebastián Boscán         | Alias "Pinocho", Lugarteniente de Pablo Escobar         | John Jairo Arias "Pinina"                    |

### Otros Personajes
| Actor                  | Papel                      | Personaje Real                    |
| Alejandro Buitrago     | Carlos                     |                                   |
| Sebastián Awazacko     | Mateo, Amigo de Gabriela   |                                   |
| Laura González         | Juliana, Hermana de Carlos |                                   |
| Álvaro García Trujillo | Fernando Greiffenstein     | Gustavo de Greiff                 |
| David Páez             | Cadete Leiva               |                                   |
| Gabriel Vanegas        | Padre Ronderos             | Padre Rafael García Herreros      |
|                        | Herney Peláez              | Henry Pérez                       |
| Juan Carlos Ortega     | Procurador Mateus          | Procurador Carlos Gustavo Arrieta |
| María José Tafúr       | Diana Turbay               | Diana Turbay                      |
| Simón Rivera           | Fermín Castillo            | Carlos Castaño                    |
| Tiberio Cruz           | Capitán Vicente Segura     |                                   |

## Premios y nominaciones

### Premios India Catalina
| Año  | Categoría                                                   | Nominado(a)                                | Resultado |
| ---- | ----------------------------------------------------------- | ------------------------------------------ | --------- |
| 2017 | Mejor director de telenovela o serie                        | Rodrigo Lalinde e Israel Sánchez           | Nominados |
| 2017 | Mejor libreto de telenovela o serie (original o adaptación) | Jörg Hiller                                | Nominado  |
| 2017 | Mejor actriz protagónica de telenovela o serie              | Carolina Gómez                             | Nominada  |
| 2017 | Mejor actor antagónico de telenovela o serie                | Sebastián Martínez                         | Nominado  |
| 2017 | Mejor talento favorito del público                          | Sebastián Martínez                         | Ganador   |
| 2017 | Mejor actriz de reparto de telenovela o serie               | Verónica Orozco                            | Nominada  |
| 2017 | Mejor banda sonora de telenovela o serie                    | Juan Pablo Martínez y Martha Lucía Miranda | Nominados |
| 2017 | Mejor fotografía de telenovela o serie                      | Rafael Puentes y Oswaldo Ramírez           | Nominados |

### Premios TVyNovelas
| Año  | Categoría                            | Nominado(a)                      | Resultado |
| ---- | ------------------------------------ | -------------------------------- | --------- |
| 2017 | Mejor director de telenovela o serie | Rodrigo Lalinde e Israel Sánchez | Nominados |
| 2017 | Mejor actor antagónico de serie      | Sebastián Martínez               | Ganador   |
| 2017 | Mejor actriz de reparto de serie     | Verónica Orozco                  | Nominada  |

## Crítica
Se recibieron algunas críticas por parte del público por la aparición de varios autos del siglo XXI en algunas escenas, pese a estar ambientada en la década de los 80 y 90. Aunque, en general, recibió buena acogida en la audiencia.